# 三松正夫

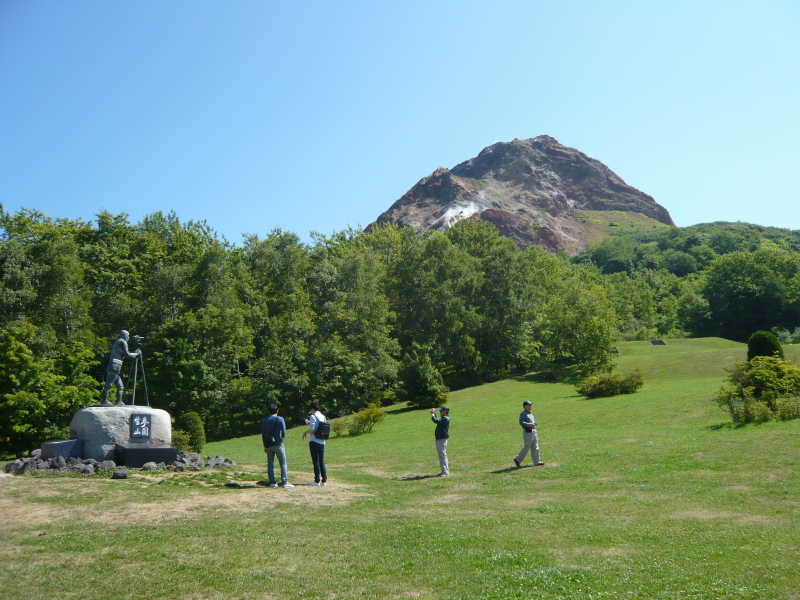
昭和新山と三松正夫像。三松正夫が愛した昭和新山に観測器具を構えるようにして像が建立されている

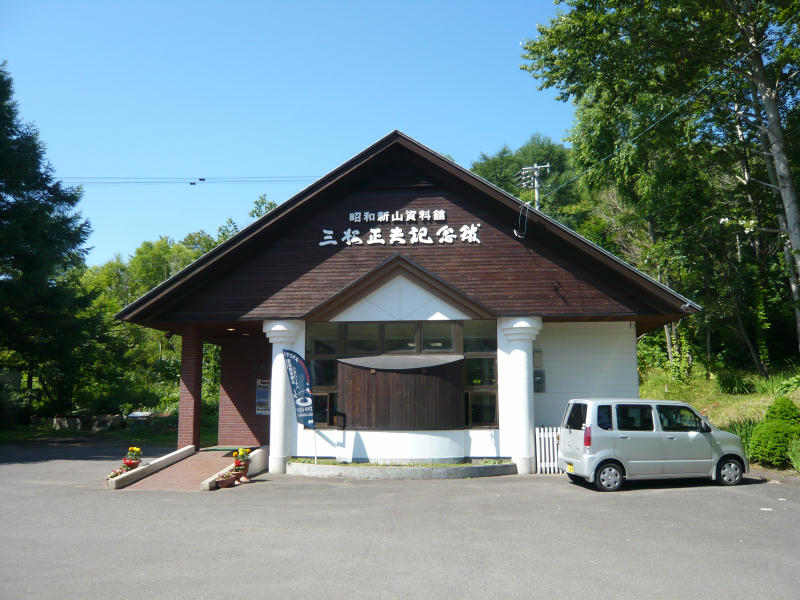
三松正夫記念館（昭和新山資料館）

三松 正夫（みまつ まさお、1888年（明治21年）7月9日 - 1977年（昭和52年）12月8日）は昭和新山の成長を記録したアマチュア火山研究家。郵便局長。

## 人物・生涯
北海道伊達町（現・伊達市）に生まれる。北海中学を中退後、有珠郡壮瞥町の壮瞥郵便局に勤め、郵便局長になる。
1910年（明治43年）の有珠山噴火により、8月1日以降山麓に側火山となる明治新山（1910年（明治43年）に隆起したことから四十三山と命名された）が誕生する。群発地震が多発し、住民に避難が指示されたが、当時は壮瞥郵便局の局長代理を務めていた三松には通信確保のため退避の許可が下りず、地面に畳を敷いて徹夜で勤務していた。当時、凶兆などと騒がれていたハレー彗星が地球に接近していたが、彼は空に尾を引く彗星を眺め「やはりこの彗星は不吉なのだ」と思ったという。11月上旬、現地調査に訪れた火山学者・大森房吉、今村明恒、田中館秀三らの案内役を務め火山学への造詣を深めた。
1917年（大正6年）6月、杉山春己、安西岩吉、そして壮瞥郵便局長であった三松の3人が鉱山見学の帰り、西丸山山麓の洞爺湖畔で熱い湯が沸く現場を発見する。地面を掘り下げて湯を溜め、温度を測ったところ43度を記録。温泉として立派に成り立つことを確認し、道庁に発見者3人の名義で温泉利用の出願を提出する。同年秋には、温泉旅館「竜湖館」が建設された。これが、現在に続く温泉の開基である。
1943年（昭和18年）12月末の有感地震を契機に、有珠山麓の麦畑から突如として溶岩ドーム（昭和新山）が隆起し始めた。翌年初頭から翌々年まで続いたこの山が産まれるプロセスを、三松は私的に定点観測を続ける。その手法は地震の回数を皿に置いた豆で記録、台に顎を乗せ視点を固定し、水平に張った糸で日々の形状の変化を計測するという独創的なハンドトレスの手法で作成された。この図はのちに「ミマツダイヤグラム」と命名され、世界でも貴重な火山活動の記録となった。
その後、荒廃から守るために1946年（昭和21年）に私財を投じて土地ごと購入し天然記念物への申請などの保護に努めた。土地ごと買い取りの理由を本人は著書で「硫黄が採取できるということでの採掘を阻止するため」と記したほか、娘婿で「三松正夫記念館」館長の三松三朗の著書では「新山への愛着で所有したかったから」とされている。別の記事では「三松はこの世界的に貴重な火山の保護と家や農場を失った住民の生活の支援のために、山になってしまった土地を買い取った」とされている。ともあれ、昭和新山は現在、三松家の私有地であり、ニュージーランドのホワイト島等と同じく世界でも珍しい“私有地にある火山”となっている。1951年（昭和26年）国の「天然記念物」に指定され、1957年（昭和32年）には「特別天然記念物」に指定された。

### 関係略年表
- 1948年（昭和23年）に昭和新山の成長過程を記録したスケッチを元に作成した「新山隆起図」がオスロで開かれた万国火山会議において専門家から高く評価され、「ミマツダイヤグラム」と名付けられた。
- 1949年（昭和24年）、第1回北海道文化賞受賞。
- 1977年（昭和52年）、生涯3度目となる有珠山噴火を目の当たりにしながら89年の生涯を終える。
- 1988年（昭和63年）4月、昭和新山の山麓に「三松正夫記念館」（昭和新山資料館）が開館。三松による観測記録「ミマツダイヤグラム」を含む資料類が展示されている[2]。
- 1993年（平成5年）12月に噴火50周年を記念して銅像が建てられた。

## 著書
- 『昭和新山 その誕生と観察の記録』1970年、講談社。全国書誌番号:69004067、NCID BN07093672。
- 『昭和新山物語 火山と私の一生』1974年、誠文堂新光社。ISBN 4416200102
- 『昭和新山』1955年、昭和新山記念館。NCID BA85583501

## 登場作品
- 『火の山』（手塚治虫、1983年、講談社） - フィクション漫画作品。壮瞥町にやってきた無頼漢が三松の火山調査の助手として奮闘する。手塚の入念な現地調査と資料採集ののち描かれた。

### 書籍
- 三松三朗『火山一代 昭和新山と三松正夫』1990年、北海道新聞社。ISBN 4893639366